# Austrotyphlops pinguis
Austrotyphlops pinguis là một loài rắn trong họ Typhlopidae. Loài này được Waite mô tả khoa học đầu tiên năm 1897.